# أيمن الجميل
هو أيمن محمد رفعت عبده الجميل رجل أعمال مصري من مواليد محافظة دمياط (20 أكتوبر 1965)
```
والده هو رجل الأعمال محمد رفعت عبد الجميل وهو طيار سابق في 
القوات الجوية المصرية
، وصديق شخصي للرئيس الأسبق 
محمد حسني مبارك
. كان نائباً في 
مجلس الشعب
 عن دائرة 
كفر سعد
 لفترتين الأولى منذ عام 2000-2005 والثانية منذ عام 2010 التي لم يستكملها بسبب حل 
المجلس العسكري
 
مجلس الشعب
 بعد 
ثورة 25 يناير 2011
.
```

في بداية الثمانينات من القرن العشرين أسس الجميل الأب مجموعة شركات كايرو ثري إيه وهي تعمل في مجال الشحن والتفريغ داخل ميناء دمياط وفي بداية التسعينات توسعت أعمال الشركة إلى مجال النقل البري الثقيل بالشاحنات لتصبح أكبر شركات النقل بالشاحنات على مستوى الجمهورية، وهذا هيّأ المجال مهيئأ لنجله الأكبر أيمن للعمل في مجال إدارة المجموعة.
وفي مجال التبرعات والأعمال الخيرية في عام 2014 تبرع أيمن الجميل بمبلغ 150 مليون جنيه لصالح صندوق تحيا مصر الذي أنشأه الرئيس عبد الفتاح السيسي وهو ما وضعه في قائمة الشرف، كما أثيرت أنباء عن اعتزامه الترشخ لإنتخابات مجلس النواب عام 2015، وهو ما نفاه لاحقاً، وكذلك في نفس العام أقام دورة شهداء الوطن الرياضية داخل محافظة دمياط بالتعاون مع وزارة الشباب والرياضة، لدعم الرياضة داخل محافظته دمياط، وكرم من خلالها أسر الشهداء. كما أنه ساهم في إنشاء 4 مدارس بإدارات كفر سعد التعليمية وإدارة ميت أبو غالب التي فيها مدرسة تحمل اسمه.

## قضية فساد وزارة الزراعة
في شهر سبتمبر عام 2015 ارتبط اسم أيمن الجميل بقضية رشوة وزارة الزراعة والوزير صلاح هلال بدفع رشاوي مالية وعينية نظير تسهيل حصوله على 2500 فدان في وادي النطرون وهي القضية المعروفة إعلامية برشوة وزارة الزراعة والمتهم فيها إلى جانب أيمن الجميل وصلاح هلال الإعلامي محمد فودة ومدير مكتب صلاح هلال محي الدين قدح في القضية رقم 673 لسنة 2015. وقد اعترف أيمن الجميل بتقديم رشوة لوزير الزراعة ومدير مكتبه، تمثلت في بدل بقيمة 245 ألف جنيه واشتراكات للنادي الأهلي للوزير وعائلته بمبلغ 137.800 ألف جنيه، بالإضافة إلى اشتراك بالنادي الأهلي لقدح، و11 تأشيرة حج بتكلفة 70 ألف ريال سعودي للفرد الواحد مقابل تقنين وضع يد أيمن الجميل على مساحة 2500 فدان زراعي بوادي النطرون وضع يده عليها منذ عام 2005، وأكّد في التحقيقات أنه قد صرف على هذه الأرض حوالي 250 مليون جنيه تابعة لأحد شركاته وهي شركة كايرو ثري إيه الزراعية.
وفي أبريل عام 2016 تم الحكم في القضية ببراءة أيمن الجميل ومحمد فودة وبالسجن 10 سنوات للمتهمين صلاح هلال وزير الزراعة الأسبق، والمتهم الثاني محي قدح، وتغريم صلاح هلال مليون جنيه، ومحي قدح 500 ألف جنيه، وعزلهما من وظيفتهما. وكانت براءة أيمن الجميل ومحمد فودة إعمالا للمادة 107 من قانون الإجراءات الجنائية، بإعفاء الراشي والوسيط من العقوبة حال اعترافهما بالرشوة.
وقد تولى المحامي والإعلامي خالد أبو بكر الدفاع عن أيمن الجميل خلال سير القضية.

## أزمة كايرو ثري إيه 2017
بعد خروجه من السجن بدأ أيمن الجميل العمل على إعادة هيكلة كايرو ثري إيه في ميناء دمياط، وقد بدأ بالتخطيط لفصل عدد كبير من العاملين في شركة كايرو ثري إيه لصوامع والنقل وشركة الشحن والتفريغ. جدير بالذكر أن والده اللواء رفعت الجميل قد قام بتعيين أعداد كبيرة من العاملين بالشركتين خاصة خلال خوضه لإنتخابات مجلس الشعب عام 2010، ولكنه لم يستغني عن خدمات أي شخص بعد ثورة يناير واستمر في التعيين في السنوات التالية حتى عام 2015، وخلال عام 2017 قام أيمن الجميل بفصل أعداد كبيرة من العاملين وإنهاء خدماتهم وهناك كثير منهم قضى في العمل ما يزيد عن 15 سنة واتفق مع القوى العاملة على صرف شهرين عن كل سنة مقابل استغناء عن خدمات كل عامل بالشركة، وفي بداية العام نفسه قام بزيادة عدد ساعات العمل بالشركة لتصل إلى 10 ساعات بدلاً من ثماني ساعات وإخلاء بعض مواقع العمل بالشركة.
وكل هذا أدى إلى تدني شعبيته في دمياط، والتي بناها والده في السابق من خلال أعماله الخيرية المتعددة، والتي لم يستمر عليها أيمن الجميل.